# Henry Maudslay
Henry Maudslay (Woolwich, 22 augustus 1771 – Lambeth, 14 februari 1831) was een Brits werktuigbouwkundige, gereedschapsmaker en uitvinder. Hij wordt beschouwd als de grondlegger van de machinegereedschapstechnologie met zijn uitvinding van schroefdraaddraaibank.

## Biografie
Maudslay was het vijfde van zeven kinderen van Henry Maudslay sr., een wagenmaker bij de Britse koninklijke genie, en Margaret Laundy, een jonge weduwe. Zijn vader raakte gewond in de strijd en had vervolgens zijn eigen bedrijf binnen het Royal Arsenal, het koninklijk arsenaal in Woolwich, ten zuidoosten van Londen. Zijn vader overleed in 1780.
Op zijn twaalfde begon Maudslay bij het wapenarsenaal te werken als "powder monkey": hij was een van de jongens die patronen met buskruit moesten vullen. Na twee jaar werd hij als leerjongen naar een timmerwerkplaats gestuurd, vervolgens naar een smederij waar hij op zijn vijftiende zijn opleiding begon als smid. In zijn periode bij het arsenaal werkte hij ook bij de Royal Foundry, waar de Nederlander Jan Verbruggen in 1772 een innovatieve horizontale boormachine had geïnstalleerd.

### Joseph Bramah
Maudslay verkreeg zo'n goede reputatie dat meubel- en slotenmaker Joseph Bramah hem vroeg voor zijn diensten op aanbeveling van een van zijn werknemers. Hij was verbaasd dat hij slechts achttien jaar oud was. Maar na een demonstratie van zijn vakbekwaamheid mocht hij aan de slag in Bramahs werkplaats in Denmark Street, St. Gilles.
Bramah had een verbeterd veiligheidsslot ontworpen en gepatenteerd gebaseerd op het tuimelaarprincipe, maar ondervond problemen om het voor een economische prijs te fabriceren. Daarop ontwierp en bouwde Maudslay een set speciaal gereedschap en machines waarmee het mogelijk werd om de sloten tegen een winstgevende prijs te gemaakt konden worden.
Ook in de hydraulische pers, een andere belangrijke uitvinding van Bramah, had Maudslay een groot aandeel. Hij ontwierp de leren pakking om de zuiger lekdicht en wrijvingsvrij te laten bewegen in de cilinder. Ondanks deze belangrijke bijdrage in het succes ervan ontving Maudslay maar weinig krediet van Bramah. Toen Bramah ook nog een verzoek tot loonsverhoging van 30 shilling afwees besloot Maudslay voor zichzelf te beginnen.
In 1798 startte hij in een kleine werkplaats in Wells Street, maar reeds in 1800 verhuisde hij zijn bedrijf naar een groter onderkomen in Margaret Street, Cavendish Square. Tien jaar later had hij al tachtig technici in dienst. Zijn werkplaats was tevens een leerschool voor jonge ingenieurs, zoals Joseph Clement, Joseph Whitworth, James Nasmyth en David Napier.

### Draaibank
Maudslay ontwikkelde in 1800 ook de eerste industriële schroefdraaddraaibank. Hiermee maakte hij een eind aan het handmatig fabriceren van bouten en moeren. Zijn machine zorgde dat het concept van standaardisatie (een idee dat reeds plaatsvond) praktisch toegepast kon worden op bouten en moeren. Aan een bestaande draaibank voegde hij schakelwielen en een transportschroef toe voor het snijden van de schroefdraad in een ronde staaf die voor elke schroef identiek was. Door de installingen te wijzigen kon hij met dezelfde draaibank bouten maken met een verschillende schroefdraad. Daarnaast was zijn machine sneller en nauwkeuriger dan de handgemaakte bouten en moeren. Zijn bouten en moeren werden meteen toegepast in de bouw van stoommachines.
Later vond hij de eerste bankmicrometer uit die in staat was om met een nauwkeurigheid van een-tienduizendste van een inch (≈ 3 μm) te meten. Hij noemde met meetinstrument de Lord Chancellor, naar de voorzitter van het Britse Hogerhuis.

## Persoonlijk
In 1791 huwde hij Sarah Tindel, Bramahs werkmeid. Ze kregen vier zonen waarvan de oudste, Thomas Henry, en de jongste, Joseph, beide toetraden tot het bedrijf van hun vader. William, hun tweede zoon, werd civielingenieur en was een van de oprichters van het Institute of Civil Engineers.